# М'ясо-молочний комплекс
М'ясо-молочний комплекс — досить складне організаційно-економічне і технологічне утворення, що включає сферу виробництва, переробки та реалізації м'ясо-молочної продукції.
Існуюча система господарювання не стимулює структурну перебудову і зростання продуктивності праці, носить витратний характер.
Перебудова системи господарювання неможлива без відновлення сільськогосподарського виробництва. Прогнозувати розвиток м'ясо-молочного комплексу без урахування змін у рослинництві складно, так як для росту виробництва м'яса та молока необхідно не тільки враховувати зміни в структурі кормових культур, а й знати про зміни, наприклад, у виробництві зерна, олійних культур і ін. Це пояснюється тим, що основною сировиною у комбікормової промисловості є зерно. Зараз в сільському господарстві країни особливо гостро стоїть проблема підвищення ефективності галузі, віддачі від створеного виробничого потенціалу. Основним шляхом підвищення ефективності сільськогосподарського виробництва на сучасному етапі є переведення його на інноваційний шлях розвитку.

## Пріоритетні напрямки розвитку м'ясо-молочного комплексу
- Тваринництво
  - поліпшення кормової бази;
  - підвищення продуктивності;
  - розвиток м'ясного тваринництва;
  - концентрація і спеціалізація
- Переробна промисловість
  - модернізація переробних підприємств;
  - вдосконалення переробки молока;
  - комплексне використання продукції тваринництва;
  - прискорений розвиток виробництва комбікормів
- Реалізація м'ясо-молочної продукції
  - поліпшення матеріально-технічної бази торгівлі;
  - маркетингове дослідження м'ясо-молочного ринку;
  - створення мережі гуртових продовольчих ринків;
  - широке застосування торгового холодильного устаткування